# Tak ma być
«Tak ma być» (с пол. — «Так должно быть») — песня польской группы Zakopower с альбома 2015 года Drugie pół. Представлена в оригинальном издании первым по счёту треком. За четыре месяца до выпуска альбома 30 мая 2015 года «Tak ma być» была издана в формате сингла. Песня находилась в ротации многих польских музыкальных радиостанций, попав при этом в ряд чартов, в частности, в чарте RMF FM песня поднималась до третьего места.
Автор музыки — Матеуш Поспешальский, авторы слов — Бартоломей Кудасик и Себастьян Карпель-Булецка, исполнитель вокальной партии — Себастьян Карпель-Булецка.

## О песне
В записи песни «Tak ma być» помимо состава группы Zakopower также принимал участие оркестр, возглавляемый квартетом Atom String Quartet, и поэтому получивший название Atom String Orchestra. К обычному составу бэк-вокалистов Zakopower, включающему участников группы Бартоломея Кудасика, Войцеха Топу и Юзефа Хыца, в записи хоровой части песни присоединились Матеуш Поспешальский и Доминик Трембский, а также женский вокальный дуэт в составе Богуславы Кудасик и Малгожаты Дзеженги.
Концертная премьера песни состоялась одновременно с выходом сингла 30 мая 2015 года на фестивале Polsat SuperHit Festiwal 2015 в Сопоте. Выступление Zakopower на этом фестивале было посвящено 10-летнему юбилею группы. В этот же день песня стала транслироваться в эфире радио RMF FM.
Видеоклип на песню «Tak ma być» снял режиссёр Михал Браум по сценарию Анны Станько. Главные роли исполнили известные польские актёры Адам Воронович и Дорота Ландовская, эпизодическую роль сыграл вокалист группы Себастьян Карпель-Булецка. Премьера клипа состоялась 18 июня 2015 года.
Помимо сингла и альбома Drugie pół песня «Tak ma być» была издана также на нескольких сборниках, в числе которых CD Club Promo Only 7/2015 (2015) и RMF Polskie Przeboje 2016 (2016).

## Критика
В рецензии к альбому Drugie pół, опубликованной в издании Interia, отмечается, что песня «Tak ma być» создаёт ошибочное представление об альбоме, выпуск которого сингл с этой песней предварял. «Tak ma być» названа песней «с простой мелодией и запоминающимся рефреном», которая целенаправленно создавалась как потенциальный суперхит с целью вызвать интерес к выходящему следом за синглом альбому. В итоге получилось так, что простое и стандартное звучание «Tak ma być» не согласуется с саундом альбома Drugie pół, который предстаёт как многоплановая запись с тесным и органичным переплетением «поэзии, народных мотивов, поп-музыкальных и даже симфонических тем».

## Позиции в чартах
| Чарт (2015)                         | Высшая позиция | Число недель в чарте | Источник |
| ----------------------------------- | -------------- | -------------------- | -------- |
| Хит-парад Polskie Radio Program III | 31             | 10                   | [ 15 ]   |
| Хит-парад Polskie Radio Szczecin    | 22             | 5                    | [ 16 ]   |
| Хит-парад RMF FM                    | 3              | 4                    | [ 6 ]    |

## Участники записи
В записи принимали участие:
Zakopower
- Себастьян Карпель-Булецка[пол.] — вокал, скрипка, слова;
- Бартоломей (Бартек) Кудасик — бэк-вокал, альт, слова;
- Войцех Топа — бэк-вокал, скрипка;
- Юзеф Хыц — бэк-вокал, подгальские басы;
- Пётр (Фалько) Рыхлец — клавишные инструменты;
- Лукаш Москаль — перкуссия, ударные;
- Томек (Сэрек) Кравчик — акустическая гитара, электрогитара;
- Михал Тромбский — бас-гитара;
- Доминик Трембский — бэк-вокал.

а также
- Матеуш Поспешальский[пол.] — музыка, аранжировка, продюсирование, бэк-вокал;
- Богуслава Кудасик — бэк-вокал;
- Малгожата Дзеженга — бэк-вокал.

Atom String Quartet
- Давид Любович — скрипка;
- Матеуш Смочиньский[пол.] — скрипка;
- Михал Заборский[пол.] — альт;
- Кшиштоф Ленчковский — виолончель.

Atom String Orchestra
- Матеуш Поспешальский — дирижёр;
- Войцех Хартман — скрипка;
- Матеуш Зазембло — скрипка;
- Камила Шалиньска-Балвас — скрипка;
- Люциан Балвас — скрипка;
- Дорота Олешкович — скрипка;
- Паулина Мастыло — скрипка;
- Камил Валасек — альт;
- Адам Дембский — альт;
- Ян Стоклоса[пол.] — виолончель;
- Себастьян Выпых — контрабас.